# 4239 Goodman
4239 Goodman è un asteroide della fascia principale. Scoperto nel 1980, presenta un'orbita caratterizzata da un semiasse maggiore pari a 2,1743272 UA e da un'eccentricità di 0,1859421, inclinata di 1,27931° rispetto all'eclittica.